# Corancez
Corancez település Franciaországban, Eure-et-Loir megyében. Lakosainak száma 361 fő (2022. január 1.). Corancez Ver-lès-Chartres, Berchères-les-Pierres és Morancez községekkel határos.

## Népesség
A település népességének változása:
| Lakosok száma | 141  | 385  | 420  | 417  | 398  | 398  | 378  | 363  | 356  | 361  |
|               | 1968 | 1982 | 1990 | 2006 | 2013 | 2015 | 2017 | 2019 | 2020 | 2022 |